# Black Flame
Albums de Bury Tomorrow
Earthbound
(2016)
Singles
1. Black Flame
Sortie : 13 avril 2018
2. Knife of Gold
Sortie : 1er juin 2018
3. The Age
Sortie : 29 juin 2018

Black Flame est le cinquième album studio du groupe britannique de metalcore Bury Tomorrow sorti le 13 juillet 2018 sur le label Music for Nations.

## Fiche technique

### Liste des titres de l'album
Toutes les chansons sont écrites et composées par Bury Tomorrow.
| No  | Titre            | Durée |
| --- | ---------------- | ----- |
| 1.  | No Less Violent  | 3:29  |
| 2.  | Adrenaline       | 2:43  |
| 3.  | Black Flame      | 5:15  |
| 4.  | My Revenge       | 4:25  |
| 5.  | More Than Mortal | 5:31  |
| 6.  | Knife of Gold    | 2:58  |
| 7.  | The Age          | 3:33  |
| 8.  | Stormbringer     | 3:14  |
| 9.  | Overcast         | 5:07  |
| 10. | Peacekeeper      | 4:05  |

### Interprètes
- Dani Winter-Bates: chant, screaming
- Jason Cameron: guitare, chœur
- Kristan Dawson: guitare, chœur
- Davyd Winter-Bates: basse
- Adam Jackson: batterie, percussions